# Operación General Manuel Belgrano
La Operación General Manuel Belgrano es una operación militar ejecutada por la Argentina en 2020.
Ante la intensificación de la emergencia sanitaria, por Decreto 260/20 del presidente Alberto Fernández el Ministerio de Defensa y el Estado Mayor Conjunto de las Fuerzas Armadas se pusieron a disposición del Ministerio de Salud.

## Apoyo a la cuarentena
El 2 de abril de 2020 el Ejército Argentino creó el Batallón de Servicios «2 de Abril» para contribuir a las operaciones en el ámbito del Comando de Zona de Emergencia Metropolitana. La nueva unidad se compone por una plana mayor, un grupo de sanidad, una sección de transporte, una sección de mantenimiento, una sección de intendencia y una compañía de mano de obra. Tiene asiento en el cuartel del Centro Argentino de Entrenamiento Conjunto para Operaciones de Paz, dentro de la Guarnición de Ejército «Campo de Mayo».

## Fabricación de efectos sanitarios
En marzo de 2020 la Sastrería Militar manufactura barbijos y camisolines para el personal médico.
El Laboratorio Farmacéutico Conjunto fabrica alcohol en gel.

## Actividad aérea
La Fuerza Aérea Argentina ha iniciado un puente aéreo para repatriar a argentinos varados en distintos países del mundo. La unidad encargada de tal labor es la I Brigada Aérea que utiliza aviones C-130 Hercules.
La Agrupación de Aviación de Ejército 601 desde el Aeródromo Militar Campo de Mayo mantiene patrullas aéreas de helicópteros.

## Nombre
El 17 de abril de 2020 el Estado Mayor Conjunto de las Fuerzas Armadas resolvió la imposición del nombre Operación General Manuel Belgrano. La denominación se decidió por ser el 2020 año del 250.º aniversario del natalicio y del 200.º del fallecimiento de este abogado, militar y político rioplatense que se destacó en la guerra de la Independencia Argentina.